# Lasioglossum pikei
Lasioglossum pikei là một loài Hymenoptera trong họ Halictidae. Loài này được Sandhouse mô tả khoa học năm 1924.